# Штупарје
Штупарје је насељено место у саставу општине Петровско у Крапинско-загорској жупанији, Хрватска. До територијалне реорганизације у Хрватској налазило се у саставу старе општине Крапина.

## Становништво
На попису становништва 2011. године, Штупарје је имало 396 становника.

## Попис1991.
На попису становништва 1991. године, насељено место Штупарје је имало 512 становника, следећег националног састава:
| Попис 1991.‍ | Попис 1991.‍ | Попис 1991.‍ | Попис 1991.‍ | Попис 1991.‍ |
| ----------- | ----------- | ----------- | ----------- | ----------- |
|             |             |             |             |             |
| Хрвати      | Хрвати      |             | 507         | 99,02%      |
| Руси        | Руси        |             | 1           | 0,19%       |
| остали      | остали      |             | 2           | 0,39%       |
| непознато   | непознато   |             | 2           | 0,39%       |
| укупно: 512 |             |             |             |             |